# Durame
Durame est une ville et un woreda du centre-sud de l'Éthiopie. Elle est le chef-lieu de la zone Kembata dans la région Éthiopie du Centre après avoir été celui de la zone « Kembata Tembaro » dans la région des nations, nationalités et peuples du Sud et auparavant celui de la zone « Kembata Alaba Tembaro ».
Située une cinquantaine de kilomètres au sud d'Hosaena et à peine plus éloignée de Wolayta Sodo,, la ville forme un woreda urbain enclavé dans Kedida Gamela au moins depuis 2007. 
Sa population de 24 472 habitants recensés en 2007 en fait la principale agglomération de la zone Kembata Tembaro.
À la même date, environ 87 % de ses habitants sont protestants, 7 % sont orthodoxes, 5 % sont catholiques et 1 % sont musulmans.
En 2022, la population de Durame est estimée à 65 852 personnes avec une densité de population de 4 848 personnes  par km2 et 13,58 km2 de superficie,.
Durame et toute la zone Kembata Tembaro passent de la région des nations, nationalités et peuples du Sud à la région Éthiopie du Centre en août 2023.